# Cunnersdorf (Gohrisch)
Cunnersdorf je vesnice, místní část obce Gohrisch v německé spolkové zemi Sasko. Nachází se v zemském okrese Saské Švýcarsko-Východní Krušné hory a má 425 obyvatel.

## Historie
Lesní lánová vesnice Cunnersdorf byla založena ve středověku a do poloviny 15. století náležela k Českému království. První písemná zmínka pochází z roku 1379, kdy je uváděna jako Kunradsdorf. Název pochází od křestního jména Konrad. V roce 1994 se spojila s do té doby samostatnými obcemi Kleinhennersdorf a Papstdorf do společné obce Gohrisch.

## Geografie
Cunnersdorf se nachází v pískovcové skalní oblasti Saské Švýcarsko. Jižní hranice katastrálního území je tvořená česko-německou státní hranicí. Vesnice leží na úpatí stolové hory Gohrisch (448 m), významnými vrchy jsou Katzfels (474 m), Spitzstein (410 m) či Lichter Kirchhof (355 m). Páteřním vodním tokem je Cunnersdorfský potok, levostranný přítok Bělé.

## Pamětihodnosti
- novorománský vesnický kostel z let 1854–1855
- zámeček (panský dům) Forsthof
- podstávkové a hrázděné domy

## Galerie

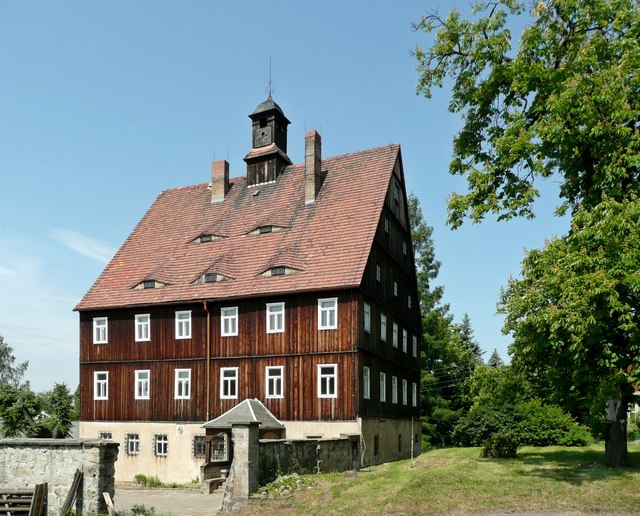
Forsthof
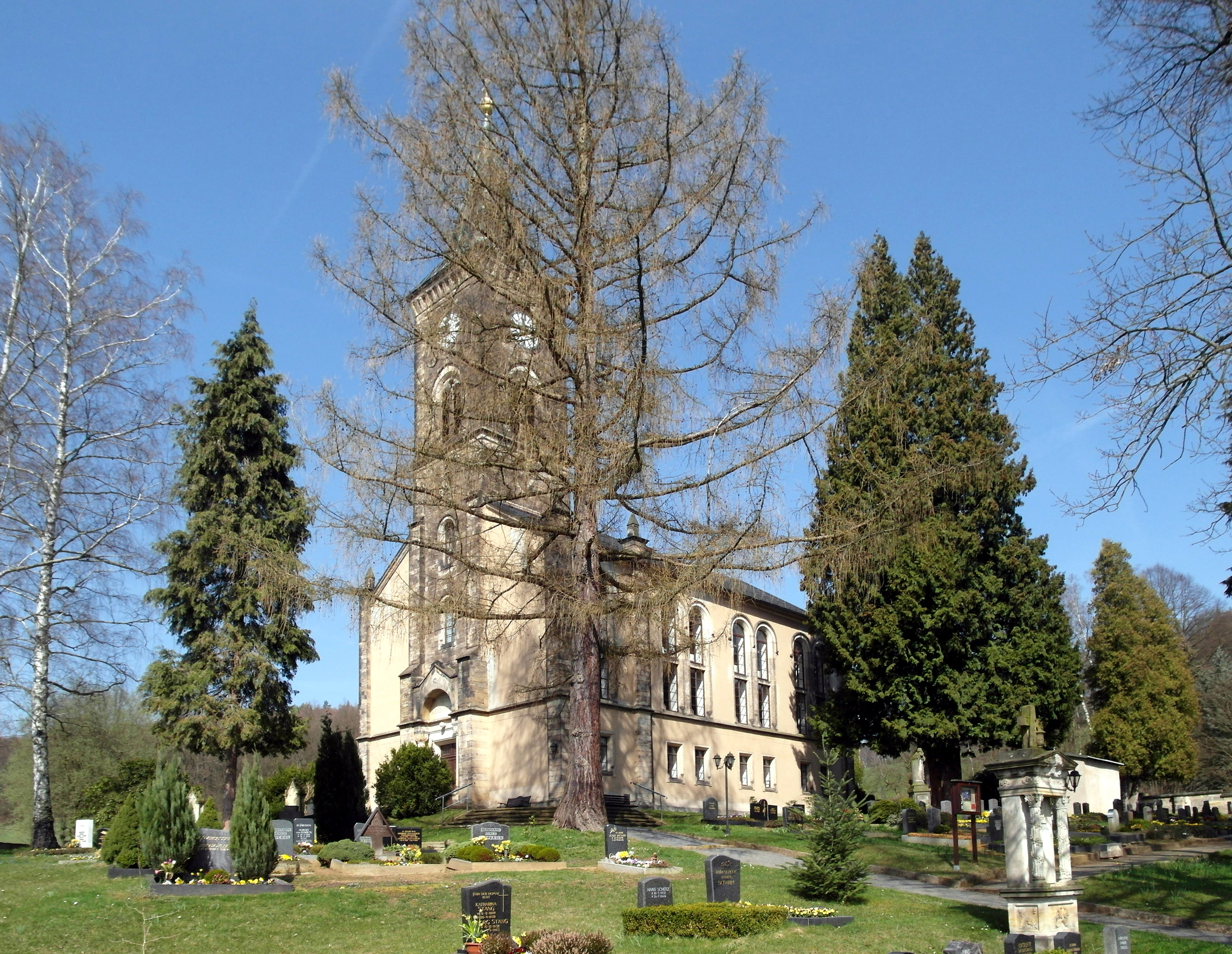
Vesnický kostel
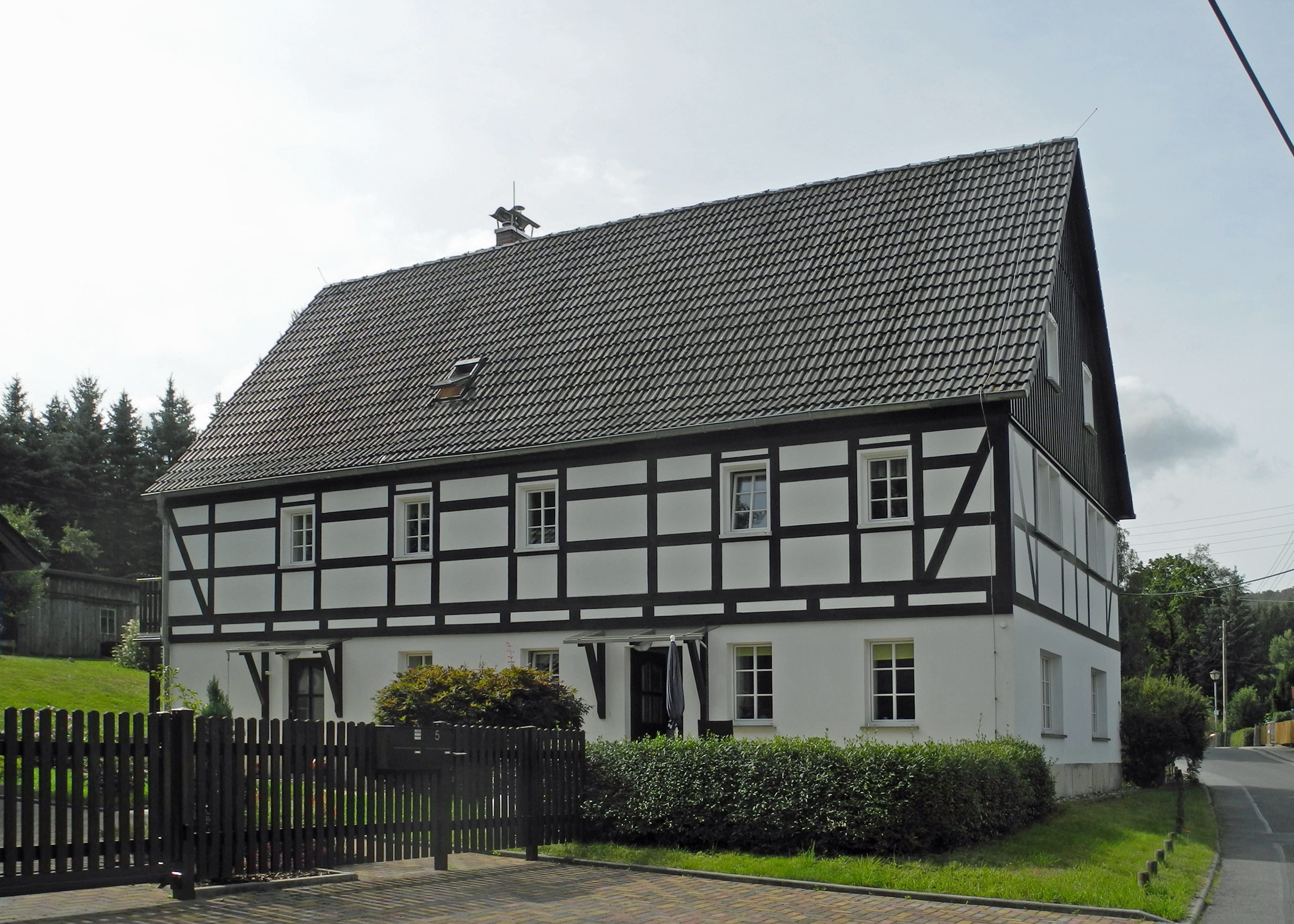
Dům s hrázděným patrem